# Nester Geniwala’a
Nester Geniwala’a (ur. 22 marca 1977) – salomońska lekkoatletka, sprinterka.
W 1996 wystartowała na igrzyskach olimpijskich, na których wystąpiła w biegu na 100 m. Odpadła w pierwszej rundzie, zajmując 8. miejsce w swoim biegu eliminacyjnym z czasem 13,74 s. Jest pierwszą w historii kobietą, która reprezentowała Wyspy Salomona na igrzyskach olimpijskich.